# Gikongoro
Gikongoro je grad u Ruandi, u Južnoj provinciji, sjedište distrikta Nyamagabe. Do 2006. i administrativnog preustroja Ruande bio je sjedište provincije Gikongoro. Nalazi se na nadmorskoj visini od oko 1800 metara, na cesti između Butarea i Cyangugua.
Tijekom genocida u Ruandi 1994. godine, pripadnici militantne frakcije Hutua Interahamwe u obližnjoj su tehničkoj školi Murambi ubili preko 65.000 Tutsija. Danas je škola memorijal žrtvama masakra.
Godine 2002. Gikongoro je imao 32.427 stanovnika.